# Die Frau Abt und ihr Reich
Die Frau Abt und ihr Reich (auch: Frau Abt und ihr Reich) ist ein Roman des russischen Exil-Schriftstellers Josef Kallinikow. Er wurde von Wolfgang E. Groeger aus dem russischen Manuskript übersetzt und erschien erstmals 1931. 

## Kurzbeschreibung
Die Frau Abt und ihr Reich schildert die Liebesbeziehungen, generationenlangen Zwist sowie die Intrigen um Macht und Einfluss in einer einem russisch-orthodoxen Kloster vorgelagerten Ansiedlung („Vorwerk“), in der die zölibatären Klostermönche ihre Geliebten untergebracht haben.

## Inhalt
Das „Weiberreich“ auf dem Vorwerk des Klosters entstand vor der Berichtszeit des Romans durch einen Abt, der einer Forderung seiner Geliebten nachkam und eine geordnete Konkubinenniederlassung errichtete. „So ließ er ihr denn in einiger Entfernung vom Dorf, an der Fähre, ein Häuschen mit Schindeldach bauen, richtete ihr Hof und Wirtschaft ein […]. Das gefiel den Mönchen. Sie folgten dem Beispiel ihres Abts, nahmen sich Mädchen und siedelten sie jenseits des Flusses an.“ Unbemerkt von den Bauern in der „Siedlung“ und geduldet vom Kloster kam es dazu, dass sich die Frauen von den Bauern „befreiten und in ihrem Weiberreich ihr eigenes Regiment einführten“, dessen Kommandeurin die Mätresse des jeweils amtierenden Abts ist: die „Frau Abt“. Für die Mönche ist das Vorwerk eine vorteilhafte Einrichtung: „So werden die Knechte des Herrn von den Versuchungen der Außenwelt bewahrt und bringen, beruhigt durch Frauenliebe, in ungetrübter Seelenklarheit Gebete und Lobgesang dem Schöpfer dar.“ Für die Frauen des Vorwerks kann das Vorwerk eine zumindest teilweise vorteilhafte Einrichtung sein, haben sie dort doch „ihre eigenen Sitten, ihre eigenen Bräuche“. Nachdem der jeweilige Mönch jedoch verstorben oder nach eigener Einschätzung zu alt für eine Konkubine ist, werden die Frauen verheiratet „mit irgendeinem Bauern“ und müssen ungünstigenfalls das hinnehmen, was andere Frauen von Beginn an erleben: „Vorwürfe und Schläge“ bis ans Lebensende.
Marfa als „Frau Abt“
Die Frau Abt Marfa möchte ihre bereits mit dem Kloster-Schatzmeister Abel verheiratete Nichte Marja als ihre eindeutige Nachfolgerin fördern: Als Herrin fühle man sich freier, so Marfa, habe es nicht nötig zu heiraten und schlimmstenfalls vom bäurischen Ehemann verprügelt zu werden. Für Marja gibt es nur zwei potentielle Konkurrentinnen. Zum einen ein Mädchen namens Agafja, über die Marfa meint: „Agafja hat sich nicht ehrgeizig vorgedrängt, nicht neidisch versucht, dich auszustechen“, ist brav das „Frauchen“ eines greisen Mönches geworden, der die Beziehung jedoch rein asexuell hielt und Agafja mit ihrem Liebsten, einem Bauern, verheiratet. Die andere Konkurrentin der jungen Marja ist schwieriger auszustechen: Salomea hat schon als Mädchen vor Gleichaltrigen geprahlt, dass sie eines Tages „über euch alle herrschen“ würde. „Ihre größte Sehnsucht war, die Mitbewerberin, Vater Abels junges Frauchen Marja […] zu schlagen, die das Ehrenamt von ihrer Tante Marfa […] zu erben hoffte.“ Um Salomea auszumanövrieren, wird sie mit dem alten, frommen Mönch Kallimach verheiratet, der allerdings nächtelanges Beten dem Zusammensein mit Salomea vorzieht. Da Salomeas weibliches sexuelles Begehren nicht Erfüllung findet, gibt sie sich lüsternen Visionen hin, womit sie sich „im ganzen Kloster unmöglich“ macht. Marfa lässt Salomea „von ein paar Mädchen beobachten“, um ihr noch weitere Fehltritte ankreiden zu können, die letztlich zur Folge haben, dass Salomea in die Siedlung „verbannt“ wird. „Salomea war bettelarm in die Siedlung gekommen, seitdem aber ihr Fenster geheimnisvoll durch die Nacht blinzelte, wurde sie von Bäuerinnen, Klosterweibchen und Bauern überlaufen, denen sie wahrsagen sollte. Schnell verbreitete sich ihr Ruhm.“ Nach dem unglücklichen Ende seiner Beziehung zu Salomea wird Kallimach zum Starez und haust in einer Höhle, wo er sich der Selbstkasteiung hingibt und das Kreuz schlagend den Teufel beschwört, ihn von Salomea zu erlösen, „die durch ihre unersättliche Lüsternheit auch sein Leben verunreinigt hatte“. Analog zu Salomea in der Siedlung gewinnt Kallimach bei den Klostermönchen den Ruf eines Ratgebers und Richters. Nach Amtsantritt von Vater Abel als Abt wird Kallimach allerdings zu dessen Marionette, wartet in seiner Höhle „auf das Erscheinen des Abts, um auf dessen Befehl einen zuchtlosen Mönch zu bestrafen, ein Weibchen in die Siedlung zu verbannen oder seinen Segen dazu zu erteilen, daß ein Mönch sich ein Mädchen nahm oder sein Weibchen an einen Bauern verheiratete.“ Als Kallimach später stirbt, übernimmt Abel klammheimlich die Rolle des Starez Kallimach und verkündet incognito „durch das kleine Schiebefenster der Höhlentür Strafurteile […], um Kloster und Vorwerk in Zucht und Ordnung zu halten.“
Marja als „Frau Abt“ – Beseitigung Salomeas
„Marfa […] ruht aus“, nachdem der alte Abt verstorben ist. Wie gewünscht wird Vater Abel neues Kloster-Oberhaupt und Abels Geliebte Marja neue Frau Abt. Marja sieht die Auseinandersetzung mit Salomea noch nicht als beendet an, die inzwischen eine uneheliche Tochter mit dem Flößer Wassilij hat. Diese Tochter könnte in den Augen der Öffentlichkeit jedoch auch von Kallimach stammen und ist damit eventuell eine Konkurrentin zu Marjas Nichte (eigentlich: Tochter) Rufima. Marja möchte Rufima nämlich als ihre Nachfolgerin aufbauen. Marja beschließt, Salomeas uneheliche Tochter Warja mit dem klösterlichen Ladenvorsteher Vater Wafußij zu verbinden. „Der Salomea wird das keine ungetrübte Freude sein, dachte sie schadenfroh, den forschenden Blick auf Warja gerichtet. Aber das Mädchen muß heraus aus dem Elend dort. Für das Kind ist es ein Segen. So tue ich eine gute Tat und ärgere zugleich die Mutter, die Nebenbuhlerin!“ Auf dem Vorwerk entstehen zwei Bauplätze für zwei Mönche und ihr jeweiliges „Frauchen“, wobei Marja lange Zeit unklar lässt, welches Mädchen das Schicksal als „Frauchen“ als Nächste treffen wird: Warja, Rufima, Agafjas Tochter Nastja oder ein weiteres Mädchen. In ihrer Verzweiflung wendet sich Salomea an den einsamen Starez Kallimach, dringt unerwünscht in dessen Höhle ein. Er schlägt ihre „Bitte um Schutz und Hilfe für Warja“ ab, Salomea wirft wütend eine Rauchbombe aus Hanf, Salpeter und Salz in ein Feuer, ein physikalischer Prozess, der vom Glaubensfanatiker Kallimach allerdings religiös interpretiert wird: Er flieht panisch aus der Höhle, beschwert sich im Kloster: „Mit höllischem Feuer hat sie mich überschüttet, mit Pech und Schwefelgestank meine Höhle geschändet.“ Abel sieht in diesem Eklat die Chance, gegen Salomea einzuschreiten, „und die Siedlung wird uns nicht verurteilen, wenn das Kloster gegen Salomea vorgeht. Sie aber soll die Strafe des Gesetzes spüren.“ Weltliche Obrigkeit verhaftet Salomea, und sie stirbt in Polizeigewahrsam. In hintersinnigem Schein-Großmut verkündet Marja, Warja bei sich aufnehmen zu wollen: „Hat ihre Mutter sich auch versündigt, so kann ja die Tochter nichts dafür.“ Warja jedoch ist der ihr zugedachte Vater Wafußij zuwider: „Wafußij verschlang das zarte Mädchen mit hungrigen Wolfsblicken“. Marja bedroht Warja: „Lehnst du dich gegen die Bruderschaft auf, so mußt du auf die Straße. Bekommst den gelben Schein des Freudenmädchens. Die sind Ausgestoßene, Verfemte in der Welt der anständigen Menschen.“ Die Verbindung kommt zustande, während Warjas biologischer Vater Wassilij und Warjas Schwarm Jewsik beschließen, es mit Warja abseits der heimischen Scholle zu versuchen. Jewsik gelingt es nicht, Warja zu entführen, weil Wafußij im letzten Moment auftaucht, Jewsik die schockstarr verharrende Warja nicht mitnehmen kann, allein flieht, während Wafußij erstmals Warja vergewaltigt. Damit aber hat Wafußij die Sitten und Gebräuche des Vorwerks verletzt, Marja verspricht der gepeinigten Warja, sie könne Jewsik heiraten, und bewirkt als „machtstarke Frau“ bei Abel, dass Wafußij sich dem Urteil des Starez Kallimach beugen solle, der zu jener Zeit schon eine bloße Marionette Abels ist. Kallimachs Urteil lautet: „In die Einsiedelei, zu ewiger Buße bei Wasser und Brot in der unterirdischen Kapelle“, was einer Verurteilung „zu langsamem und sicherem, qualvollem Tod“ gleichkommt. Warja wird „ins städtische Krankenhaus gebracht. Es hieß, sie würde in zwei Monaten wiederhergestellt sein, und Jewsik harrte der Zeit, da sie sein werden sollte.“
Marja als „Frau Abt“ – Rufimas Flucht in die Stadt
Für Rufima haben Marja und Abel insgeheim schon besprochen, dass sie das „Frauchen“ von Kastrichij werden soll, Abels Nachfolger als Kloster-Schatzmeister, eine Funktion, in der Kastrichij sich auch selbst bereichert. Rufima ist allerdings empört über den Umgang mit Warja, mit der sie zusammen in die Kreisstadt fliehen wollte: „Niemand soll mich haben, dachte sie finster, und alles in ihr war Aufruhr und Ablehnung.“ Außerdem ist Rufima in Agafjas Sohn Nikita verliebt, der ihr in der Anfangsphase der Flucht hilft, nachdem Warja nicht wie verabredet erscheint. Der aufgrund des Fluchtplans seiner Tochter Warja in der Kreisstadt weilende Warja-Vater Wassilij empfiehlt Rufima, bei der reichen Kaufmannswitwe Gusina Arbeit zu suchen, einer Gönnerin des Klosters und heimlichen Geliebten von Vater Kastrichij. Die Gusina lässt Rufima in einer Zigarettenfabrik arbeiten. Rufima genießt einerseits das Stadtleben, besucht Max-Linder-Kinofilme, wehrt männliche Avancen erfolgreich ab, weil sie auf Kastrichijs Wunsch unter der indirekten Protektion der Gusina steht. Andererseits entfremdet Rufima sich von Nikita, der sein Versprechen nicht wahr machen möchte, zu ihr in die Stadt zu kommen: Sein Vater sei gestorben, die „Wirtschaft ruht jetzt auf mir. Mutter und Nastja können’s allein doch nicht schaffen.“ Nachdem Rufima sich einige Zeit in der Stadt hat austoben können, wird Rufima entlassen, und am nächsten Morgen kommt die Polizei bei ihr vorbei: Sie dürfe ohne Ausweis nicht leben, und einen Ausweis bekäme sie nur, wenn sie volljährig wäre, was sie nicht ist – ansonsten würde sie in ihr Heimatdorf gebracht. Rufima, „mürbe geworden“, gibt ihre Flucht auf und kehrt auf das Vorwerk zurück.
Marja als „Frau Abt“ – Rufimas neue Leiden
„Warja wohnte in ihrem Häuschen auf dem Vorwerk, und niemand sah ihre stillen Tränen, hörte ihr bitteres Schluchzen, wenn Jewsik schwankend von der Siedlung kam, wo er all seinen Verdienst vertrunken hatte.“ Jewsik wirft Warja vor, Wafußij zu wenig Widerstand geleistet zu haben, nennt sie „Hure“, misshandelt sie. Obgleich Marja daher dafür sorgt, dass Jewsik wegen Waldfrevels zu einem Jahr Gefängnis verurteilt wird, erwachen in Rufima aufgrund der Misshandlung Warjas erneut „Empörung und Auflehnung gegen das Leben auf dem Vorwerk“. Andererseits hat Rufima sich von ihren alten Freunden und Bekannten, auch Nikita, aufgrund ihres Stadt-Lebens entfremdet und fühlt sich vereinsamt. Kastrichij trifft derweil weitere Vorbereitungen für seine von Marja, Abel und ihm geplante Verbindung mit Rufima: In einem ersten Schritt setzt er seinen Novizen Sergej, einen heimlichen Verehrer Rufimas, auf die Gusina an, damit Sergej eine Liebesbeziehung zur Gusina anknüpft und Kastrichij somit einen Grund liefert, „aus Eifersucht“ mit der Gusina zu brechen. „Sergej wollte nicht recht. Er dachte an Rufima. Aber ohne Geld war er dem Mädchen gegenüber hilflos. Und wenn er die Gusina hatte, war es so, als besäße er ein eigenes Bankkonto.“ Der Beginn des Ersten Weltkriegs räumt inzwischen unliebsame Männer vorerst aus dem Weg: Warja ist vor Jewsik sicher, denn der war „nach Abbüßung seiner Gefängnishaft einberufen worden und stand im Felde.“ Und auch Nikita, Kastrichijs Nebenbuhler, wird einberufen.
Während der Kloster-Schatzmeister und Hieromonach Kastrichij die junge Rufima hofiert und sein Novize Sergej die Gusina, dünnt Kastrichij seine Kontakte zur Gusina gezielt aus: Im Frühjahr 1916 fährt er „nur zweimal zu der Gusina und ließ sich bis in den Spätsommer hinein nicht wieder bei ihr blicken.“ Im Herbst 1916 allerdings, in dem auch Warja stirbt, bleiben Nikitas Briefe aus, und Rufimas Tränen werden „zu einem Geständnis ihrer Liebe. Marja […] furchte die Brauen, sagte aber nichts. Jetzt wußte sie, warum ihre Nichte dem Schatzmeister so kalt begegnete“. Im Oktober 1916 erreicht Rufima die Nachricht vom vermeintlichen Tod Nikitas: Er sei von einer Granate zerfetzt worden, „sie haben nicht einmal zur Bestattung etwas von ihm gefunden“. Rufima reagiert wie betäubt: „Es ist ja jetzt alles so gleichgültig […] Jetzt ist mir alles einerlei! Dafür werde ich wenigstens reich sein, und der stolze Hieromonach wird vor mir auf den Knien liegen.“
Marja als „Frau Abt“ – Mord aus Eifersucht und Russische Revolution
Der durch den erkalteten Kastrichij enttäuschten Gusina gesteht Sergej, dass er in Rufima verliebt sei. Die Gusina erkennt in dem Novizen erfreut „einen zuverlässigen Verbündeten; jedes seiner Worte bekräftigte sie in ihren Hoffnungen“, Kastrichij wiedererlangen zu können, wenn Rufima mit Sergej verbunden wäre. Kastrichij allerdings droht seinem Novizen Sergej damit, ihn „an die Luft“ zu setzen. Sergej macht im Gegenzug Kastrichij dessen gefährdete Lage deutlich: Schenke die Gusina „dem Bischof reinen Wein ein oder bringt sie die Sache gar vor den Heiligen Synod – bei ihrem Gelde stehen ihr ja alle Türen offen –, so werden Sie auf immer nach Solowki verbannt, zu ewiger Buße bei Brot und Wasser“, droht Sergej seinem Vorgesetzten. Aufgrund dieser Patt-Situation blieb Sergej im Dienst Kastrichijs, der von der Kloster-Gönnerin Gusina eine reichhaltige Auswahl an Leckereien und Alkoholika angesammelt hat, die er nun für seine Zwecke einsetzen will: Kastrichij lädt Rufima zum Abendessen in seine Klosterzelle ein. „Er wird sie betrunken machen und sich dann ihrer bemächtigen. Man muß ihm dazwischenkommen. Ich gehe zur Gusina“, beschließt Sergej und gleichzeitig, dass er Kastrichij „eine Menge Leute auf die Bude“ schickt, die ebenfalls am Abendessen teilnehmen wollen. Die sich auf diese Weise gegen Kastrichijs Willen ansammelnde Fest-Gesellschaft stört dann allerdings Agafja, die ihre Tochter Nastja von dem sittenlosen Gelage entfernen wird. „Das Gelage, durch Agafjas Einbruch gestört, war zu einem verfrühten Ende gekommen“, bei dem zunächst nur Kastrichij und Rufima zurückbleiben und sich näher kommen. Ihr Schäferstündchen wird gestört von Sergej, der von der Gusina zurückkehrt. Kastrichij wartet mit Wertgegenständen auf, die er sein ganzes Leben lang für den Zweck aufbewahrt hat, im richtigen Moment die richtige Frau zu beeindrucken, doch Sergej kontert mit zahllosen Rubelnoten, die er von der Gusina erhalten hat, um gegen Kastrichij konkurrieren zu können. Die betrunkene, durch den vermeintlichen Tod Nikitas zynisch gewordene Rufima sieht das mit Amüsement: „Der hartnäckige Kampf der beiden Männer um sie belustigte und beruhigte sie. Solange die Nebenbuhler um sie stritten, bereit, einander in Wut und Eifersucht zu zerfleischen, war sie ungefährdet, konnte sie die Gegner auslachen und verspotten, sie schärfer aufeinanderhetzen, um ihre Aufmerksamkeit von sich abzulenken, und wieder versöhnlicher stimmen, wenn sie heftig aneinandergerieten.“ Der betrunkene Kastrichij verspricht: „Ich lass‘ ihr auf dem Vorwerk Haus und Hof bauen, und du führst die Wirtschaft, wirst Hausherr, Sergej […]. Sie wird mein Weibchen […] und deine rechtmäßige Gattin.“ Rufima ist einverstanden. Während sie immer mehr in alkoholbedingten Erinnerungsverlust versinkt, bringt der wegen seines verspäteten Eintreffens vergleichsweise nüchterne Sergej den Nebenbuhler im Eifer der Auseinandersetzung und der Alkoholisierung um und verbrennt Kastrichijs Leichnam in einem Ofen. Sergej behauptet über das Verschwinden Kastrichijs, dieser sei „zu der Gusina in die Stadt gefahren“.
Während die russische Front in Auflösung gerät und Bauern Gutshöfe niederbrennen, schickt Abel Marja in die Kreisstadt, um zu prüfen, ob Kastrichij tatsächlich bei der Gusina sei und ansonsten initiativ bei der weltlichen Obrigkeit vorstellig zu werden, eine Kastrichijs Verschwinden betreffende „Voruntersuchung im Anbetracht der Gärung im Volke […] streng im geheimen zu führen“. Überraschend tauchen im Umland des Klosters der desertierte Jewsik und der vermeintlich tote Nikita auf, und mit ihnen Scharen von „flüchtigen Soldaten, die durch ihre Flucht von der Front dem Kriege ein Ende machen wollten und sich als Volksbefreier fühlten“. Außerdem gelangen die verkohlten Knochen Kastrichijs im tauenden Schnee zum Vorschein. Sergej fordert von Rufima, mit ihm „in die Stadt“ zu fliehen, deutet Rufima gegenüber an, dass er Kastrichij ermordet und anschließend die Leiche beseitigt habe. Rufima weigert sich. Sergej, der sich vom Geist Kastrichijs verfolgt sieht, stürzt sich in seinem Wahn zu Tode. Die Nachricht vom Sturz des Zaren und dem Rücktritt der zaristischen Regierung sorgen dafür, dass der für den Mordfall zuständige Wachtmeister und der Untersuchungsrichter aufgrund der Nachricht über die Revolution fliehen. Marja gesteht in der allgemeinen Auflösung, dass Rufima nicht ihre Nichte, sondern ihre Tochter ist, und Abel Rufimas Vater. „Bin die Frau Abt. Und als solche durfte ich keine Kinder haben“, erklärt Marja. Rufimas Vater, der Abt Abel, stirbt derweil im Kloster. Ursache: „das zerspringende Herz“.

## Textanalyse
Bei Die Frau Abt und ihr Reich handelt es sich um einen auktorial erzählten Roman. Das Buch ist in zwei Teile unterteilt, mit jeweils eigener Kapitelzählung. Der erste Teil berichtet bis zur Rückkehr Rufimas aus der Kreisstadt, der zweite Teil vom Rest der Handlung, wobei die Handlung jeweils nicht durchweg chronologisch, sondern mit Analepsen und Prolepsen dargelegt wird. Ort der Handlung ist ein Kloster am Ufer des Desna flussaufwärts von Tschernihiw sowie das von den Mönchsgeliebten bewohnte Vorwerk, die Siedlung sowie das Umland, insbesondere die Kreisstadt. Das Kloster ist so weit von jener Kreisstadt entfernt, dass man für eine Hin- und Rückfahrt mit dem Schlitten vom Spätnachmittag bis Mitternacht braucht.
Der Roman spielt in Russlands Kaiserzeit in einem Zeitrahmen etwa vom Jahre 1912 bis zum Eintreffen der Nachricht von der Februarrevolution 1917 und dem Amtsantritt einer Provisorischen Regierung. Die Rückblenden und Erzählungen der Figuren reichen weiter zurück, bis in die Gründungszeit des „Vorwerks“.

### Figuren (Auswahl)
Haushalt der Frau Abt
- Rufima: Die vermeintliche Nichte Marjas ist zu Beginn der Handlung 17 Jahre alt,[72] von „trotzigem Gerechtigkeitssinn“,[73] widerspenstig, lebhaft, immer zu Streichen aufgelegt.[6] „Vaterlos, mutterlos bin ich aufgewachsen“,[74] und ihre Zukunft ist scheinbar vorherbestimmt: Marja erklärt ihr, „einst hat meine Tante mich an den Platz gestellt, an dem ich stehe, und wenn ich sterbe, sollst du mich ablösen, Rufima; das ist so Brauch in unserer Familie von Geschlecht zu Geschlecht.“[75] Die rötlichblonde junge Frau mit den hellblauen Augen[76] versucht aus dieser Vorherbestimmung auszubrechen: Sie flieht in die Stadt, und sie nimmt die Nachricht von der Revolution positiv auf, denn „in dieser freier werdenden Welt stammte ein Steinchen von ihr – ihr Kampf um die Befreiung der Frauen des Vorwerks von dem Klosterjoch“.[65]
- Marja: Die Nichte der vorherigen Frau Abt Marfa ist kurz vor der Flucht Rufimas in die Stadt vierzigjährig[77] und „eifernde Wahrerin der ungeschrieben Gesetze ihres Reichs, deren Mißachtung weder ihr Gewissen noch ihre Ehre zuließ.“[78] Ihre Schwäche ist ihre vermeintliche Nichte (tatsächlich: Tochter) Rufima, der sie immer wieder nachgibt. Auch nachdem Marja hinsichtlich Warjas ungeschickt agiert hat, zeigt Marja Warja ihre menschliche Seite.
- Marfa: Die erste in dem Roman geschilderte Frau Abt erlaubt sich keine Schwäche und agiert allmächtig.[8]

Haushalt der Salomea
- Salomea: Die ehemalige Freundin Marjas[8] ist unfügsam[4] und eigensinnig[8] und wird letztlich vom System gebrochen und in die Siedlung verbannt. Die gebrochene Erscheinung der „Hexe“ ist auch äußerlich: Vor ihrer Verhaftung ist sie „eine hagere, durch Krankheit und Kummer ausgemergelte Jammergestalt mit gekrümmtem Rücken und irr flackernden Augen.“[17]
- Warja: Sie hat flachsblondes Haar und blassblaue Augen.[79] „Das schönste Mädchen der Siedlung war Salomeas einzige Tochter“ und wird von Jewsik hofiert,[80] während andere Burschen das stille, gutmütige[81] Mädchen scheu meiden.[4] „Warja war vernachlässigt und verloren in der dunklen Kate aufgewachsen, die ganz durchdrungen war von dem betäubenden Geruch dörrender Kräuter und Wurzeln, ganz erfüllt von dem dumpfen geheimnisvollen Geflüster Rat- und Hilfesuchender. […] Wie alle glaubte auch Warja, daß ihre Mutter eine Hexe sei“.[82]
- Jewsik: Sein Vater hat mal das eigene, vom mönchischen Liebhaber der Mutter Jewsiks finanzierte Haus wütend abgebrannt. Jewsik entkam aber samt Mutter aus den Flammen. Sie wurden, obdachlos, von der Frau Abt Marfa aufgenommen. Seit Jewsik 15 Jahre alt ist, arbeitet er im Sommer als Desna-Flößer, im Winter als Fuhrmann und ist der „Liederjan“ der Siedlung.[83]
- Wassilij: Ebenso wie Jewsik arbeitet er im Sommer als Flößer, im Winter als Fuhrmann.[84] Der hünenhafte Wassilij hat mit Salomea im Wald deren Tochter Warja gezeugt, was aber nicht allgemein bekannt ist, und lebt von Tochter und Salomea getrennt.[85]

Haushalt der Agafja
- Agafja: Die zurückhaltende Agafja ist lebenslange Freundin von Marja, der sie zu verdanken glaubt, mit dem alten Gurij einen gut verträglichen Mönch abbekommen zu haben, der Agafja sexuell nicht ausnutzte, sondern „in seiner lächelnden Güte und Herzenslauterkeit […] Freund und Vater“ der ängstlichen Agafja wurde.[86]
- Nastja: Die Tochter von Agafja hat kastanienbraunes Haar[79] und wird wegen ihres wiegenden Gangs auch „Taube“ genannt. Die „Busenfreundin“ von Rufima[15] ist „bäurisch“ gebaut:[79] „klein, breit und kräftig“.[87]
- Nikita: Der Sohn von Agafja ist „ein hochgewachsener Bursche, breitschultrig, braunhaarig, mit grauen Bauernaugen. Behäbig, dabei verschlagen und heißen Herzens.“ Anders als andere weicht Nikita der potentiell nächsten Frau Abt Rufima nicht aus, „nahm alles herablassend entgegen, neckte sie, spielte mit dem Feuer, bis ihn dann Rufimas Ungestüm und Unbändigkeit ganz gefangennahm.“[88] Als fahnenflüchtiger Soldat fühlt er sich am Ende des Buches als „Volksbefreier und Revolutionär“.[89]

Klostermönche
- Abel: Er stammt aus Moskau, ist entsprechend großstädtisch gewandt[90] und zeichnet sich durch eine rote Mähne aus.[91] Zunächst ist der Liebhaber von Marja Kloster-Schatzmeister, später Abt des Klosters.
- Kastrichij: Der Sohn eines armen Diakons ist mit 15 Jahren ins Kloster gekommen und war Novize bei Abels Vorgänger im Abts-Amt.[92] Als Abel Abt wird, wird Kastrichij neuer Kloster-Schatzmeister. Kastrichij ist zu Beginn von Rufimas Aufenthalt in der Stadt „erst vierzig Jahre alt“,[93] vor Kriegsbeginn „über vierzig“[94] und 1917 ebenfalls „über vierzig“.[95] Er ist  „ein schöner, stattlicher Mann mit kastanienbraunem Haar, volltönender Stimme, ein Mann von Haltung“[96] und Schürzenjäger des Klosters. „Der heimliche Traum des Schatzmeisters […] war, sich ein junges Mädel nach seinem Geschmack zu wählen und ihr auf dem Vorwerk ein Häuschen […] zu bauen. Darum sparte er eifrig und hielt geizig zusammen, was ihm seine frommen Verehrerinnen darbrachten und was er nebenbei bei Einkäufen für das Kloster verdiente.“[92] Sein größter Fisch ist die Kaufmannswitwe Gusina. Als der berechnende Kastrichij jedoch nach dreijähriger Affäre mit der sieben Jahre jüngeren[97] Gusina „fünfzehntausend Rubel beisammen hatte, schien ihm die Zeit gekommen, seine geheimen Wünsche endlich in die Tat umzusetzen. In seinem Verhalten zu Frau Gusina wurde er mit jedem neuen Besuche immer zurückhaltender und kälter“.[93]
- Sergej: Der hünenhafte, schwarzhaarige Saufbruder[98] ist Novize Kastrichijs, tritt als Schürzenjäger des Klosters in Kastrichijs Fußstapfen, agiert dabei allerdings hitzig und ungestüm.[99] Zu den Eroberungen Sergejs gehören unter anderem eine Kaufmannswitwe, die er Wafußij abspenstig gemacht hat,[98] eine Freundin Rufimas, die zur gleichen Zeit wie Warja mit einem Mönch verkuppelt wurde, sowie die von Kastrichij verschmähte Gusina.
- Gurij: Er ist der alte Pförtner des Klosters[100] und ermöglicht es seinem „Frauchen“ Agafja, mit dem ihn eine Freundschaft verbindet, jenen Bauern zu heiraten, den Agafja wirklich liebt.
- Wafußij: Er ist Vorsteher des Klosterladens. Der näselnde Lüstling[24] ist ungeduldig darauf, seine Hitze an Warja zu kühlen: „Zwei Monate soll ich warten! Es hieß doch damals, die Hexe [=Salomea] habe begehrliches Blut und ebenso lüsternes die Tochter“.[101] Geschlechtskrank wurde er durch eine „Wallfahrerin mit Stupsnase“,[102] doch nicht er stirbt daran, sondern die schwächliche Warja.
- Kallimach: Der asketische Kwasbrauer des Klosters und spätere Starez ist von der selbstbewussten Salomea überfordert. „Ein eifriger Beter, hielt er streng die Fasten ein, die großen und die kleinen, die am Mittwoch und die am Freitag, und blieb nach der Abendmesse immer nur kurze Zeit bei ihr.“[4]

Stadtbewohner
- Gusina: Kaufmannswitwe und Besitzerin eines Ladens, eines Einkehrhofes, einer Gastwirtschaft, eines Kornspeichers sowie einer Zündholzfabrik. „Ihre rechte Hand, ihr umsichtiger Helfer ist der Schatzmeister des Klosters, der Hieromonach Vater Kastrichij.“[103]

### Themen
Parallelwelten
In dem Vorwerk spielt sich „das heimliche, vor den Augen der Laien ängstlich verborgene Leben des Klosters“ ab: Klostermönche brechen systematisch den Zölibat. Entsprechend voneinander abgekapselt sind die drei Welten Kloster, Vorwerk und Siedlung. So verbietet Salomea ihrer Tochter Warja auf das Vorwerk zu gehen, und ebenso verbietet es Marja ihrer Nichte (tatsächlich: Tochter) Rufima, in die Siedlung zu gehen, wo „lauter Taugenichtse und Halsabschneider wohnten.“ Die jeweilige Frau Abt muss kunstvoll die Position des Vorwerks zwischen dem Kloster einerseits, der Siedlung andererseits aufrechterhalten, was die erste im Roman erwähnte Frau Abt Marfa so ausdrückt: „Die Frau ist hier wie ein Schiff auf wogendem Meer zwischen zwei Welten, der Klosterwelt und der Welt der Laien. Es erfordert viel Kunst und Geschicklichkeit, um als Älteste dieses Schiff voll Frauenleben durch alle Gefahren sicher hindurchzusteuern, ohne an diesem oder jenem Ufer zu stranden“.
Begehren
In den Augen des Schriftstellers und Verlegers Michael Krüger ist Die Frau Abt und ihr Reich ein „erotischer Roman“, dem Krüger einen „verheißungsvoll-schwülen“ Titel bescheinigt. Tatsächlich spielt Begehren eine große Rolle in dem Roman. Der Geschlechtsverkehr dient dabei jedoch nicht in jedem Fall dem Vergnügen (oft nur auf Seiten des Mannes) oder der Fortpflanzung, sondern es wird mit Sex auch Politik gemacht: Marfa manövriert Salomea, die mit Marfas Nichte um den Posten als nächste Frau Abt konkurriert, dadurch aus, dass Salomea mit einem Mönch verheiratet wird, der nicht damit umzugehen weiß, dass er Salomeas sexuelles Begehren nicht befriedigen kann. Marja bespricht nüchtern mit ihrem Vater Abel direkt vor dessen Orgasmus dessen Chancen, nächster Abt zu werden. Und der Novize Sergej dient sich nach dem Sex mit Gusina als deren Spion hinsichtlich Kastrichijs Liebesleben an. Gefahr droht, wenn das sorgsam austarierte Gefüge der drei Welten Kloster, Vorwerk und Siedlung durch Leidenschaften ins Wanken gerät, sei es nun die sexuelle Leidenschaft Salomeas, Wafußijs und Sergejs oder die leidenschaftlichen Freiheits-Sehnsucht von Rufima.

## Hintergrund
Die Handlung basiert auf einem Kriminalfall „um 1908“, im Dunstkreis eines Klosters im Gouvernement Orjol. Zunächst schrieb Kallinikow ein Theaterstück (Монастырские щенки) über das Thema und erhielt von Maxim Gorki 1925 eine positive Reaktion auf den Text. Versuche, das Bühnenwerk in den Theatern der Sowjetunion, der Tschechoslowakei oder Deutschlands zu platzieren, blieben jedoch erfolglos. Kallinikow arbeitete daher das Theaterstück in einen Roman um.
Als erster Roman Kallinikows, der nicht originär auf Russisch erschien, markiert Die Frau Abt und ihr Reich einen wesentlichen Einschnitt im Schaffen Kallinikows, der zwei Jahre später tschechoslowakischer Staatsbürger wurde und dem Schriftstellerverband der Tschechoslowakei beitrat.

## Textausgaben (Auswahl)
- Die Frau Abt und ihr Reich. Roman. Haessel, Leipzig 1931.
- Die Frau Abt und ihr Reich. Roman. Kittls Nachf., Mährisch-Ostrau 1934.
- Frau Abt und ihr Reich. Roman. Non Stop-Bücherei, Berlin 1966.
- Frau Abt und ihr Reich. Roman. Bertelsmann, Gütersloh 1978.